# Еріон чорний
Еріон чорний (Eriocnemis nigrivestis) — вид серпокрильцеподібних птахів родини колібрієвих (Trochilidae). Ендемік Еквадору.

## Опис
Довжина птаха становить 8-9,5 см, вага 4,3-4,6 г. Виду притаманний статевий диморфізм. Самці мають переважно чорне забарвлення. Лоб, тім'я, надхвістя і боки у них мають зелений відблиск, помітний при певному куті падння сонячних променів. Горло і гузка мають темно-фіолетовий відтінок. Верхні покривні пера хвоста темо-сині з індиговим відблиском, хвіст дещо роздвоєний, довжиною 35 мм. Лапи покриті білим пуховим пір'ям. Дзьоб чорний, короткий, прямий, довжиною 15 мм. У самиць верхня частина тіла бронзово-зелена з райдужним відблиском, налхвістя синьо-зелене, нижня частина тіла золотисто-зелена, блискуча, горло блідо-синьо-зелене, живіт білий.

## Поширення і екологія
Чорні еріони є ендеміками Еквадору, зустрічаються у високогір'ях Еквадорських Анд в провінціях Пічинча, Есмеральдас та Імбабура на північному заході країни. Більшість записів про спостереження цього виду відносяться до північно-західних схилів вулкана Пічинча. Друга субпопуляція була повторно відкрита в горах Кордильєра-де-Тойсан у 2006 році. Також чорні еріони можуть мешкати на схилах вулканів Атаказо і Імбабура. Загалом ці птахи живуть у вологих гірських, хмарних тропічних лісах, карликових лісах і на узліссях. З квітня по вересень вони зустрічаються на висоті від 2440 до 3050 м над рівнем моря, з листопада по лютий мігрують на висоту від 3100 до 4725 м над рівнем моря, а молоді птахи можуть зустрічатися навіть на висоті 1700 м над рівнем моря.
Чорні еріони живляться нектаром квітучих дерев, чагарників і ліан, зокрема Palicourea amethystina, Miconia hymenanthera, Fuchsia sylvatica, Heppiella ampla, Manettia recurva, Tropaeolum pubescens, Miconia corymbiformis і Psychotria uliginosa. Вони здійснюють висотні міграції, реагуючи на цвітіння різних видів рослин. Чорні еріони захищають кормові території від інших представників свого виду та від еквадорських колібрі-німф (Heliangelus strophianus) — єдиного виду, що займає одну екологічну нішу з чорним еріоном та має подібну поведінку. 
Під час сезону розмноження , який триває з листопада по лютий, самці чорних еріонів здійснюють короткі демонстаційні польоти перед самицями. Гніздо робиться з моху і рослинних волокон, а також пір'я і шерсті і павутиння, розміщується на низько розташованій горизонтальній гілці. В кладці 2 білих яйця. Пташенята покидають гніздо через 20 днів після вилуплення.

## Збереження
МСОП класифікує цей вид як такий, що перебуває під загрозою зникнення. За оцінками дослідників, популяція чорних еріонів становить від 100 до 150 дорослих птахів, з який близько 50 птахів мешкають на схилах Пічинчи. Чорні еріони є рідкісними птахами, яким загрожує знищення природного середовища.